# Alberto Larraguibel Morales
Alberto Larraguibel Morales va ser un militar i genet xilè. Va néixer el 30 de maig de 1919, i va morir el 19 d'abril de 1995.
En l'equitació és el més recordat pel seu rècord mundial de salt alt, que va batre el 1949 a Vinya del Mar juntament amb el seu cavall Huaso. El seu rècord és de 2,47 metres d'altura. Després de molts d'intents aquest rècord encara no s'ha pogut batre.

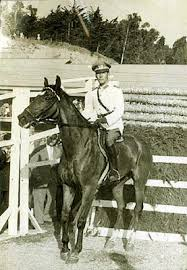
Alberto Larraguibel Morales

## Biografia
Fill de Alberto Larraguibel i Filomena Morales, vivia a prop de la Pampa de Granaderos, un camp on els militars del Regiment d'Hússars entrenaven. Va realitzar els seus estudis de preparatòria i humanitats en el Seminari de Concepción en el Liceu d'Angol.
Dia 1 de gener de 1938 va ingressar en l'Escola Militar del Libertador Bernardo O'Higgins, dos anys més tard va tornar amb el grau d'alferes de l'arma de cavalleria. Va ser destinat al Regiment d'Hússars d'Angol, on va començar a destacar en els concursos d'equitació, i va arribar a formar part de l'equip del regiment. El 1946 va arribar a ser nomenat alumne extraordinari d'equitació en l'Escola de Cavalleria de Quillota, gràcies als resultats que va obtenir.
El 16 de gener de 1947, es va titular com a professor d'equitació. Amb aquest títol va representar Xile en diverses competicions nacionals i internacionals. Posteriorment va servir en diverses unitats militars de l'exèrcit.
El 1966, va ser nomenat comandant del Regiment d'Hússars. Es va retirar dia 1 d'agost del 1973, però el 17 de setembre del 1976 va ser cridat al servei actiu de l'exèrcit. Finalment es va retirar de la institució el 1979, després d'haver estat per més de 38 anys a l'exèrcit.

## Trajectòria esportiva
Des dels inicis de la seva carrera esportiva Alberto va tenir destacades participacions en competicions nacionals i internacionals. Al llarg de la seva carrera, va entrar a l'equip de salt del Regiment d'Húsares, de Caçadors i Coraceros i Escola de Cavalleria. També va participar en competicions eqüestres d'Europa i Amèrica del Sud.
El 1947 va rebre un cavall de l'hipòdrom anomenat Faithful. Ell li va canviar el nom per Huaso. El cavall no tenia molt bons resultats, però Larraguibel el va entrar en salt alt, amb resultats importants a nivell sud-americà, el rècord de salt eqüestre que va batir el 1948 amb 2,37 metres.
També va entrar a l'equip representatiu de Xile en els Jocs Panamericans del del 1951. En aquests Jocs Alberto Laraguibel va guanyar dos medalles d'or: individualment en la Copa de Nacions amb Julepe, i per equips amb Ricardo Echeverría, Joaquín Larraín i César Mendoza.
Posteriorment, es va preparar per participar en els Jocs Olímpics de Helsinki, de 1952. Va ser una gira a Europa on va obtenir bons resultats, però no va poder entrar a l'equip de salt de les Olimpiades degut a un accident durant la seva gira europea, quedant lesionat. Encara que no comptaven amb ell, Xile va obtenir bons resultats. L'equip xilè va obtenir la medalla de plata tant en el salt individual com en el salt per equips. Larraguibel és conegut a Xile com a l'únic deportista que va aconseguir un rècord mundial per a aquest país.

## Rècord mundial
En el Regiment de Coraceros de Vinya del Mar el 5 de febrer de 1949, Larraguibel (en aquell moment capità), juntament amb el seu cavall Huaso, van aconseguir superar els 2,47 metres d'altura, a les 17:59 hores. Amb això, va batir el rècord de 2,44 metres, en mans del genet italià Antonio Gutierrez. Varen assistir cinc mil persones, entre les quals hi havia el president de la República Gabriel Gonzàlez Videla, sis jurats internacionals i la tripulació del buc escola francés.
Aquesta prova estava integrada en el programa del Concurs Hípic internacional amb la participació dels equips de salt de Bolívia, Xile i Colòmbia. En el desempat es va col·locar l'obstacle a 2,14 metres, no tots van aconseguir passar. La següent altura va ser 2,47 metres. Alberto amb el seu cavall Huaso va aconseguir pasar l'obstacle sense problemes en el tercer intent, conseguint així el rècord mundial. Ell assegura que la primera vegada va ser culpa seva que el cavall no passes l'obstacle.
A hores d'ara, aquest és l'únic rècord esportiu que posseeix Xile, i el més antic en la història del deport sense ser batit.